# 愛おしくってごめんね/恋泥棒
「愛おしくってごめんね/恋泥棒」（いとおしくってごめんね/こいどろぼう）は、2015年3月25日にアップフロントワークス（zetimaレーベル）から発売されたカントリー・ガールズの1stフィジカル・シングル。

## 背景
当初このシングルは、Berryz工房で活動中だった嗣永桃子以外のメンバーによる5人体制で、2015年1月末にインディーズとして発売される予定であった。そのためライブパフォーマンスも5人で行っていたが、メンバーの小関舞がハロー!プロジェクトコンサート東京公演で病欠した際、代理として嗣永が出演し、その後名古屋公演で嗣永を含めた6人でのパフォーマンスとなった経緯により、6人体制のメジャーシングルとして同年3月25日に発売されることが決定した。なお、児玉雨子は、『愛おしくってごめんね』と『恋泥棒』をほぼ1日2日で作詞したかもしれない、と述べている。

## リリース
当シングルは初回生産限定盤A・同B・通常盤A・同Bの4タイプが発売されており、全ての初回生産限定盤にはDVDが付属している。また、全ての初回生産限定盤にはイベント抽選シリアルナンバーカードが封入されており、スペシャルイベントへの応募が可能である。全ての通常盤には、トレカサイズ生写真（通常盤A：「愛おしくってごめんね」衣裳のソロ6種＋集合1種よりランダムにて1枚、通常盤B：「恋泥棒」衣裳のソロ6種＋集合1種よりランダムにて1枚）が封入されている。

## ミュージックビデオ
- 「愛おしくってごめんね」のミュージックビデオでは冒頭で嗣永が「愛おしくってごめんね」と台詞を発し、その後、ブザー音とともに嗣永の顔にバツ印がかけられ、「この映像はNGなのでMusic Videoには収録できません。」というテロップが表示される。これを見た鈴木愛理 (℃-ute)は、「なんて斬新なつくりでしょう」という感想を漏らしている[11]。
- 「愛おしくってごめんね」「恋泥棒」のミュージックビデオのいずれも衣装コーディネートは夏焼雅が手がける[12][13] 。

## 収録曲

### 初回生産限定盤A、通常盤A
| 全作詞: 児玉雨子。 |                                        |          |            |                 |      |
| #                  | タイトル                               | 作詞     | 作曲       | 編曲            | 時間 |
| 1.                 | 「愛おしくってごめんね」               | 児玉雨子 | 加藤裕介   | 加藤裕介、A-bee | 4:05 |
| 2.                 | 「恋泥棒」                             | 児玉雨子 | 村カワ基成 | 高橋諭一        | 3:36 |
| 3.                 | 「愛おしくってごめんね」(Instrumental) | 児玉雨子 |            |                 | 4:04 |
| 4.                 | 「恋泥棒」(Instrumental)               | 児玉雨子 |            |                 | 3:37 |

| #  | タイトル                                                                     | 作詞 | 作曲・編曲 | 時間  |
| -- | ---------------------------------------------------------------------------- | ---- | ---------- | ----- |
| 1. | 「愛おしくってごめんね」(Music Video)                                        |      |            | 4:49  |
| 2. | 「「愛おしくってごめんね」MVメイキング映像&メンバーQ&A（小関・森戸・山木）」 |      |            | 15:36 |

### 初回生産限定盤B、通常盤B
| #  | タイトル                               | 作詞 | 作曲・編曲 | 時間 |
| -- | -------------------------------------- | ---- | ---------- | ---- |
| 1. | 「恋泥棒」                             |      |            | 3:36 |
| 2. | 「愛おしくってごめんね」               |      |            | 4:04 |
| 3. | 「恋泥棒」(Instrumental)               |      |            | 3:36 |
| 4. | 「愛おしくってごめんね」(Instrumental) |      |            | 4:05 |

| #  | タイトル                                                                     | 作詞 | 作曲・編曲 | 時間  |
| -- | ---------------------------------------------------------------------------- | ---- | ---------- | ----- |
| 1. | 「恋泥棒」(Music Video)                                                      |      |            | 4:02  |
| 2. | 「「愛おしくってごめんね」MVメイキング映像&メンバーQ&A（島村・稲場・嗣永）」 |      |            | 14:37 |

## リリース日一覧
| 地域 | リリース日    | レーベル              | 規格                 | カタログ番号                    |
| ---- | ------------- | --------------------- | -------------------- | ------------------------------- |
| 日本 | 2015年3月25日 | zetima/UP-FRONT WORKS | マキシシングル+DVD   | EPCE-7109/10（初回生産限定盤A） |
| 日本 | 2015年3月25日 | zetima/UP-FRONT WORKS | マキシシングル+DVD   | EPCE-7111/12（初回生産限定盤B） |
| 日本 | 2015年3月25日 | zetima/UP-FRONT WORKS | マキシシングル       | EPCE-7113（通常盤A）            |
| 日本 | 2015年3月25日 | zetima/UP-FRONT WORKS | マキシシングル       | EPCE-7114（通常盤B）            |
| 日本 | 2015年3月25日 | zetima/UP-FRONT WORKS | ダウンロードシングル | EPCE-7113                       |